# Xibornolo
Lo xibornolo o 6-isobornil-3,4 xilenolo è un derivato fenolico del bornano, un farmaco antibiotico dotato di azione batteriostatica e battericida nei confronti di numerosi batteri gram-positivi, quali stafilococchi, streptococchi e pneumococchi, e verso l'Haemophilus influenzae.

## Farmacocinetica
Dopo somministrazione orale lo xibornolo viene rapidamente assorbito dal tratto gastrointestinale.
A seguito della somministrazione di 500 mg di farmaco entro 4 ore si raggiunge una concentrazione plasmatica massima di 1,2 µg/ml.
Il farmaco, marcatamente lipofilo, si distribuisce ampiamente nei tessuti raggiungendo a livello di polmoni, tonsille e laringe concentrazioni addirittura superiori a quella plasmatica.
Lo xibornolo viene escreto principalmente con la bile in forma immodificata. Circa il 10% della dose viene eliminato per via urinaria in 24 ore sotto forma di metaboliti.

## Usi clinici
Il farmaco viene utilizzato nel trattamento delle infezioni del tratto respiratorio (es. bronchiti e tracheiti) e del tratto oro-faringeo sostenute da germi sensibili. È stato inoltre utilizzato nelle riacutizzazioni infettive di malattie polmonari croniche.

## Tossicità
Il valore della DL50 orale nel topo è di 3,5 g/kg.

## Controindicazioni
Il farmaco è controindicato in caso di ipersensibilità nota. Se ne sconsiglia inoltre la somministrazione durante la gravidanza e l'allattamento, sebbene gli studi sperimentali di tossicità non abbiano evidenziato attività teratogena né tossicità fetale. È inoltre opportuno valutare con attenzione il suo impiego in soggetti affetti da asma allergico.

## Effetti collaterali
Lo xibornolo può causare reazioni cutanee e disturbi gastrointestinali.

## Dosi terapeutiche
Lo xibornolo viene somministrato per os ad un dosaggio di 500 mg ogni 8 ore nell'adulto e di 40 mg/kg/die nel bambino.
Nel bambino in alternativa può essere somministrato per via rettale (alla dose di 400–600 mg/die) e per inalazione o tramite formulazioni spray.